# DEEPER STREET木曜日
『DEEPER STREET木曜日』（ディーパーストリートもくようび）は、1997年10月からJFN31局でスタートした月曜から木曜の深夜枠の帯番組『DEEPER STREET』の木曜日バージョン。1999年3月25日で放送終了。

## 概要
『DEEPER STREET』は各曜日ごとに多くのファンを抱えていたが、木曜日を担当したパーソナリティの中で、声優の浅川悠と、TOKYO FMのレポーター出身のオフサイド大西、以上2名がコンビで担当した時間帯はきわめて特殊な存在で、単に「DEEPER STREET木曜日」というと、この2名が出演していた時間帯を指すことが多い。この項目では、淺川と大西のコンビでパーソナリティを担当していた時間帯を詳述する。
1部の『椎名へきるのDEEPER STREET』（1997年10月 - 1998年3月・26時 - 28時）に続く2部として、1997年10月より28時から29時の1時間、1部のアシスタントだったオフサイド大西と、椎名と同じ事務所所属の後輩である浅川悠というコンビでスタートした。半年後の1998年4月には1部の時間帯にも進出、26時から29時までの3時間の生放送になった（1部と2部、すべての時間帯をカバーしたことから「全部時代」と呼ばれることもある）。1998年10月、『DEEPER STREET』自体の枠縮小に伴って2時間に短縮、27時から29時へと時間帯が移動した（「1.5部時代」と呼ばれる場合がある）。
声優がパーソナリティの一員でありながら逆に放送当初から「アンチアニラジ色」を打ち出していたため、アニメやゲームの話題の取り入れ方はあくまでネタ扱い。毎回が特番のような企画を打ち出していた。「黒夢」の清春を巻き込んだ下ネタコーナーや、当時ブームのはしりだったヴィジュアル系バンドを精力的に紹介するコーナー。また番組スタッフによって結成されたパンクバンド「DAMEZ」（ダメズ）によって週イチでの新曲発表を行っていた。
ネタとして「5:00～6:00（27:00～28:00）」という架空の放送内容（通称「5時台」）をでっち上げる事もよくあった。
担当構成作家は『椎名へきるのDEEPER STREET』と兼任で齋藤貴義。愛称「くつしたさん」（※靴下フェチより）として、番組内にもたびたび登場。DAMEZのメンバーとしても活躍（おそらく作詞）した。

## 主なコーナー
- ギリギリカセット

リスナーからの投稿されてくる放送コードギリギリの音を紹介するコーナー。しかし、そこまで危険なものはあまりない（改札機にテレカを入れる音など）。
- 顔出しNGショー

「訳あって顔は出せないが、話だけなら聞かせられるという隠れた偉い方の話を聞く」というコーナー。第1回目のゲストは「『売人』だった人」である。
- ブラジル通信

浅川悠が現在ブラジルで流行しているものを紹介していくというコーナー。もちろんすべて嘘である。浅川の「飽きたから」という理由で終了。それ以外でも一日限りで「メガドライブ通信」もあった。
- 鳥取通信

通称「とり通」。現在鳥取で流行しているものを紹介していくというコーナー。
- 清春と菊（KIYOHARU to KICK）

黒夢の清春を迎えて、リスナーから送られてくる「腹の立つ人物」に蹴りをいれる、というコーナー。「腹の立つ人物」を『ダッチ君』と呼ばれる人形に置き換えて清春が蹴る。まれに投稿者本人が蹴られる場合がある（投稿者本人が悪い場合など）。あまり大きな音が出せない場所では手の平サイズの『子ダッチ君』を中指ではじく。
- 食欲の鬼

浅川と大西がおいしいものを食べ歩くという自己満足のためのコーナー。スタッフ（作家の齋藤など）が同行する場合もある。同じようなコーナーに「物欲の鬼」がある。
- 頑張れ清水くん

The Water Of Life の清水君を応援しようというコーナー。
- 内緒のワンポイントアドバイス

### 1997年10月～1998年3月
- 朝まで生電話

浅川悠に起こしてもらいたいと言うリスナーに生電話するコーナー
- 浅川悠の使い道→浅川悠のすべりどめ

声優、浅川悠が「アニメ声優以外にどんなことが出来るか?」「声優を辞めたらどんな仕事につけるか?」を検討するコーナー。1998年2月12日放送回まで「浅川悠の使い道」を放送。1998年2月19日放送回から「浅川悠のすべりどめ」に改められ、コーナーの内容も変更となった。
- JIRO物語

浅川悠がご執心だったミュージシャン、GLAYのJIROへの思いを語るコーナー。
- シブネタクラブ

あらゆる「シブい事」を募集するコーナー。
- プロペラストリーム

同じ放送局の長寿番組『ジェットストリーム』にタイトルだけかけたコーナー。
- ハートふくらんでる

直前の番組で椎名へきるがやっていた恋愛相談「ハートスクランブル」にタイトルだけかけたコーナー。

## 出演
- 浅川悠
- オフサイド大西
- The Water Of Life
- 清春
- DAMEZ

## スタッフ
- 齋藤貴義
- TJ: MARU・KOO(見えるラジオ担当)